# Chersotis electrographa
Chersotis electrographa là một loài bướm đêm trong họ Noctuidae.